# Euploea perdita
Euploea perdita är en fjärilsart som beskrevs av Butler 1882. Euploea perdita ingår i släktet Euploea och familjen praktfjärilar. Inga underarter finns listade i Catalogue of Life.